# Caesio cuning
Caesio cuning is een straalvinnige vis uit de familie van Caesionidae, orde baarsachtigen (Perciformes), die voorkomt in de Indische Oceaan en het noordwesten van de Grote Oceaan.

## Beschrijving
Caesio cuning kan een maximale lengte bereiken van 60 centimeter.
De vis heeft één rugvin en één aarsvin. Er zijn 10 stekels en 14 tot 16 vinstralen in de rugvin en 3 stekels en 10 vinstralen in de aarsvin.

## Leefwijze
Caesio cuning is een zoutwatervis die voorkomt in tropische wateren op en diepte van maximaal 60 meter.
Het dieet van de vis bestaat hoofdzakelijk uit zoöplankton.

## Relatie tot de mens
Caesio cuning is voor de visserij van aanzienlijk commercieel belang. De soort staat niet op de Rode Lijst van de IUCN.